# واژه مادر
واژه مادر کلمه یا عبارتی است که مجموعه گسترده‌ای از فعالیتها را در یک دسته مشترک پوشش می‌دهد. برای مثال اصطلاح رمزنگاری واژه مادر برای رمزنگاری و رمز گشایی می‌باشد. به‌طور مشابه یک سازمان مادر مرکز و هماهنگ کنندهٔ تعدادی از نمایندگی‌های کوچکتر می‌باشد.

## نمونه‌هایی از واژه مادر
- گلوکوم - نامی برای حالتهای مختلف آسیب عصب بینایی[۱]
- مالکیت معنوی - واژه مادر برای انواع مختلفی از حقوق انحصاری در مالکیت اموال نامشهود